# 니콜라이 레베데프
니콜라이 게오르기예비치 레베데프(러시아어: Николай Георгиевич Лебедев, 1901년 ~ 1992년 5월 10일)는 소련군 장성이다. 1945년 해방 당시 북한에 진주한 소련 제25군 군사위원회 위원으로 평양의 소련군정에서 김일성 정권 수립에 핵심적 역할을 하였다.

## 생애

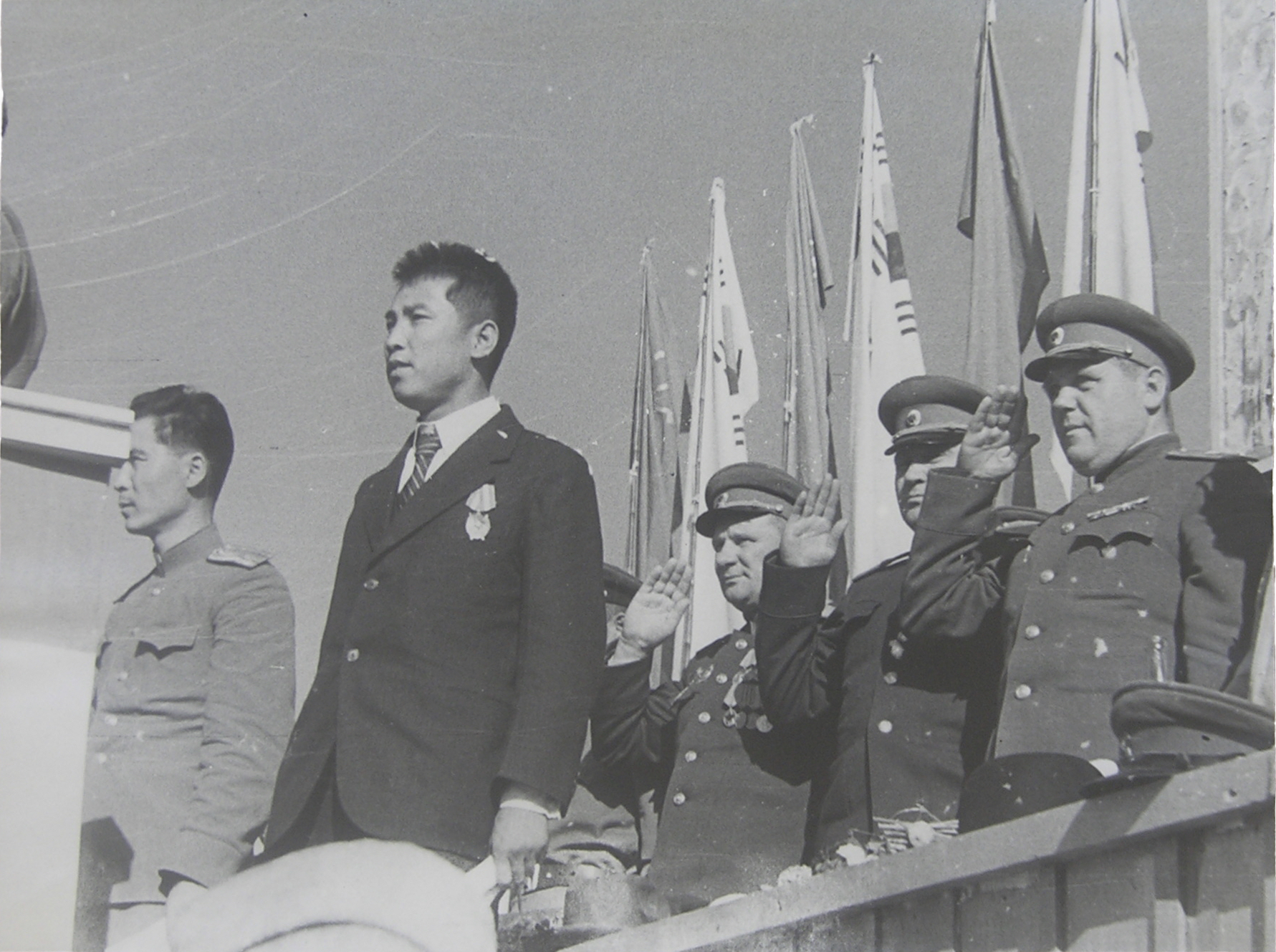
1945년 10월 14일 '평양시 민중대회'에서 처음으로 대중들 앞에 모습을 드러낸 김일성. 뒤의 소련군 장성들 중 맨 오른쪽이 레베데프 소장이다. 그리고리 메클레르 중좌가 개회를 선언하고, 이어 레베데프 소장이 등단하여 소련군이 온 의의와 진의를 설명하고 조선인민에게 축하와 격려의 말을 하였다.

N. G. 레베데프는 1901년 러시아 칼루가 주(Калужская область) 지즈드린스키 군(Жиздринский район)의 부다(Буда) 마을에서 태어났다.
1916년까지 부드스크 젬스트보 학교(Будская земская школа)에서 공부했다. 1920년부터 적군(Красная армия)에 복무했다. 1941년 6월 15일에 제25군 군사위원회 위원에 임명되었고, 1942년 12월 6일에 소장으로 진급했다.
1945년 8월 제1극동전선군 산하 제25군의 대일본전 지도자의 한명으로 북한에 진주하였다. 평양 소련군정의 명목상 최고 책임자는 25군 사령관 이반 치스차코프 대장이었으나 그는 정치 문제에는 개입하지 않았고, 소련군정을 실제로 총지휘한 사람은 보로실로프(지금의 우수리스크)의 연해주 군관구 군사위원 테렌티 스티코프였다. 레베데프 소장은 25군의 군사위원으로 평양 현지에서 스티코프 등 상부의 지시를 받아 이행하는 실질적 책임자였다.
그는 국내에서 무명 인사에 지나지 않았던 김일성을 북한 지도자로 만드는 여러 정치 공작을 지휘했다. 당시 김일성대 부총장으로 김일성에게 마르크스-레닌주의 사상을 교습한 박일(朴一)은 레베데프 소장이 최초로 김일성 우상화 공작을 시작한 사람이라고 증언했다.
1948년 9월 10일 공식적인 북한 정부 수립 후 소련으로 귀환하는 그에게 김일성은 훈장을 수여하였으며, 이후 한동안 매년 그를 북한으로 초청하였다 한다.
그는 비교적 장수하여 1990년 10월 한-소 국교수립 직후인 1991년에 모스크바의 자택으로 찾아간 중앙일보 특별 취재팀에게 소련군정 당시의 여러 일들에 대해 많은 증언을 해 주었고, 이듬해인 1992년 5월 10일 모스크바 자택에서 사망하였다.
그가 남긴 「레베데프 비망록」은 소련군정의 북한통치 및 대남공작과 관련한 중요한 역사 자료이며
,
구 소련 붕괴 후에 여러 사람들의 인터뷰에 응하여 남긴 증언도 많이 있는데, 평양의 소련군정 연구에 큰 도움이 된다.
- 전 제주경찰서장 김영중의 제주 4.3 자료집[깨진 링크(과거 내용 찾기)] - 레베데프 비망록 번역문 전문을 볼 수 있다.

레베데프 비망록.pdf
쉬띄꼬프 일기.pdf

## 갤러리

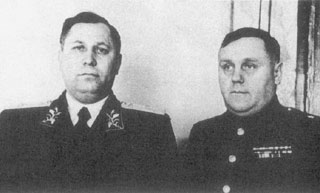
북한 정권 수립의 막후 인물인 스티코프 상장(왼쪽)과 레베데프 소장(오른쪽).
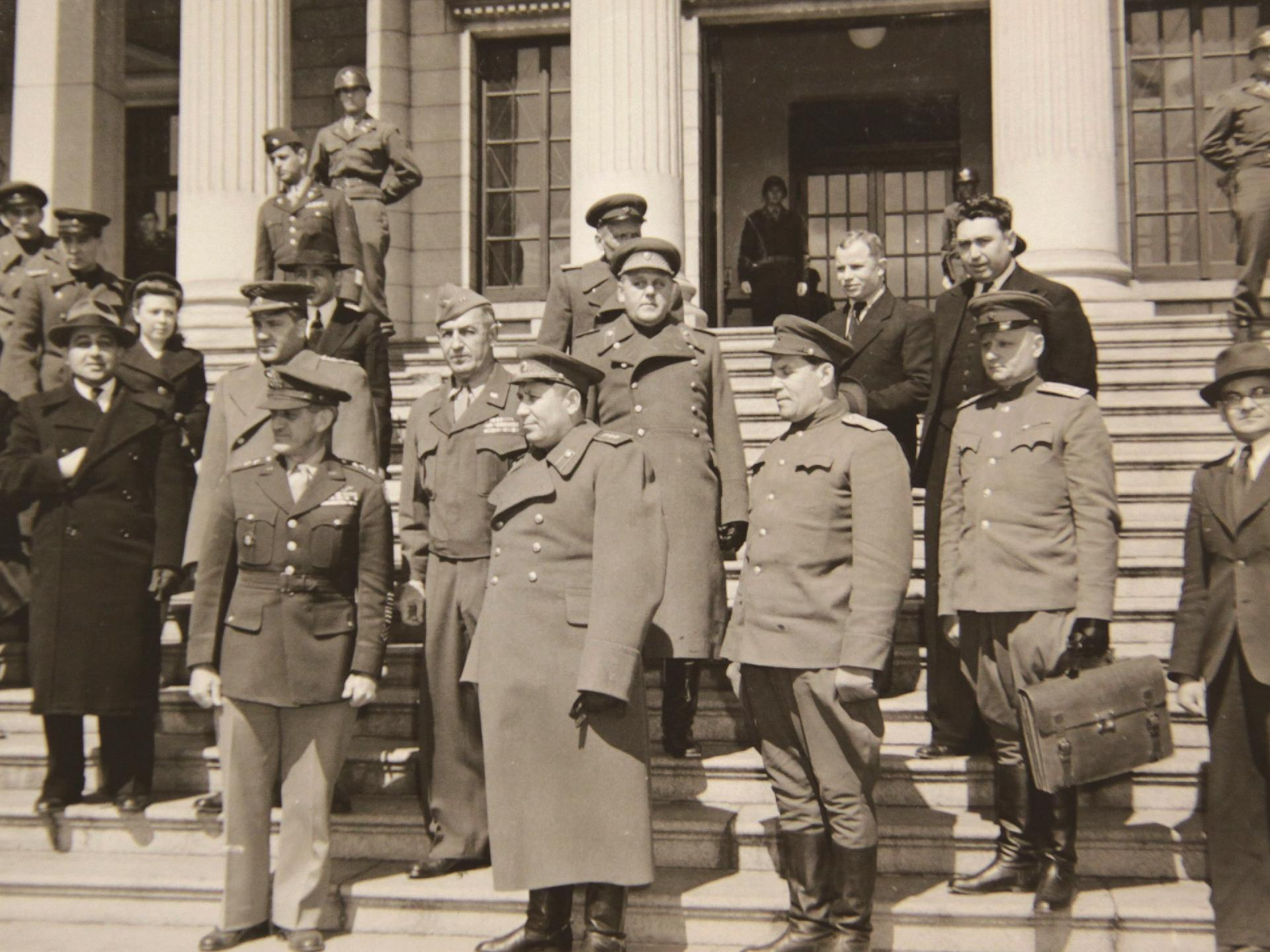
1946-03-20 덕수궁 석조전에서 열린 제1차 미·소공동위원회 개회식. 맨 앞줄 왼편이 미국대표 미군정 사령관 John Hodge 중장, 가운데가 소련대표 스티코프 중장. 스티코프 바로 뒤에서 정면을 보는 사람이 레베데프 소장이다.
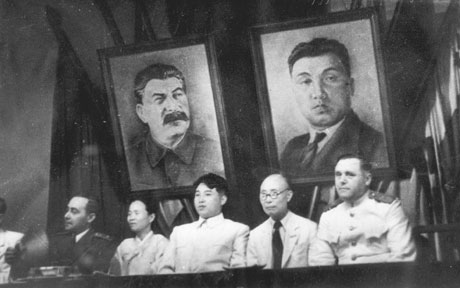
1946년 8월 28일 북조선공산당과 신민당이 합당한 북조선노동당 창당대회 주석단. 오른쪽부터 니콜라이 레베데프 소장, 김두봉, 김일성, 박정애이다.
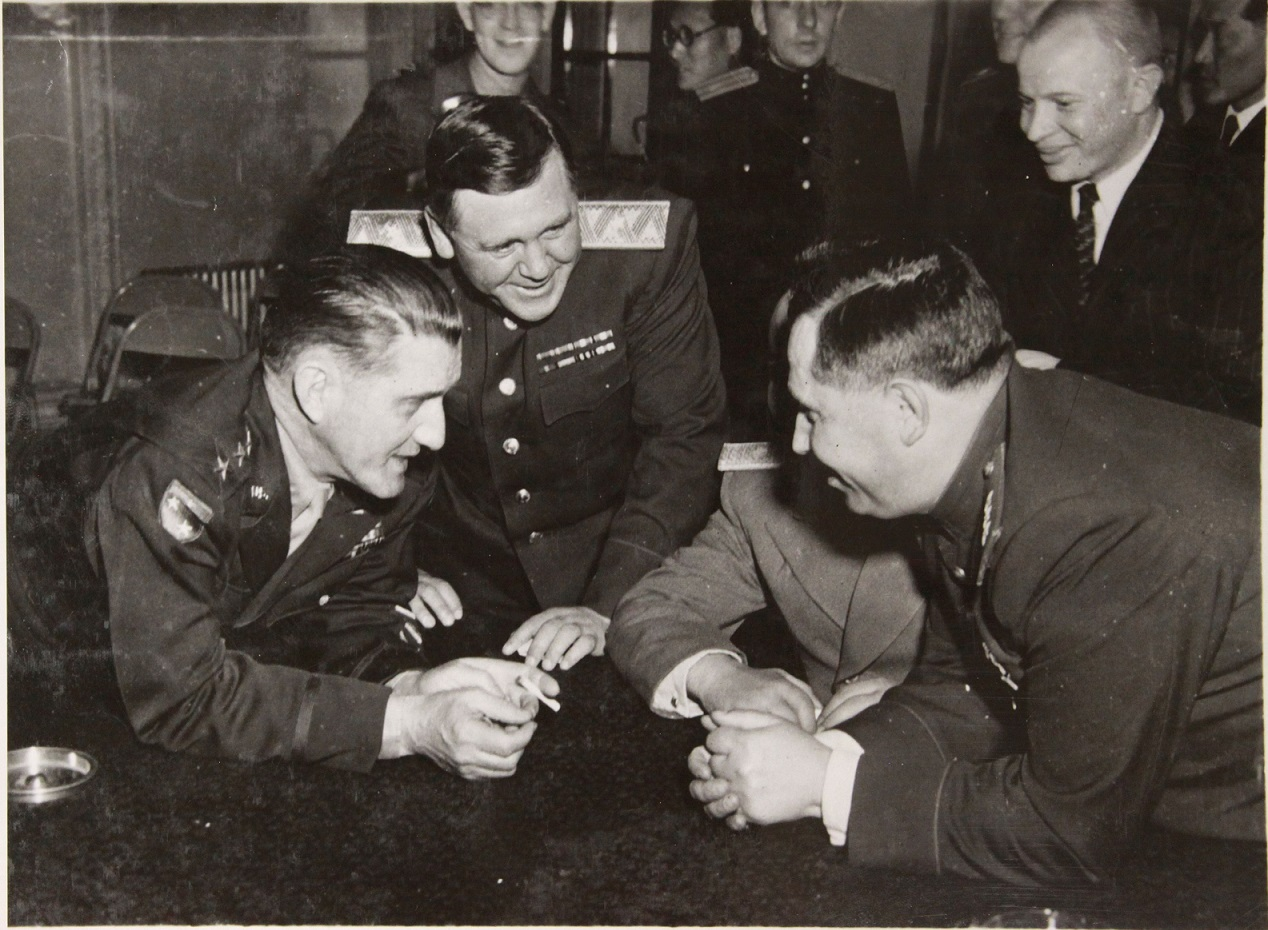
1947년 7월 서울의 미소공동위원회에서 담소하는 미소 양군 대표: 좌로부터 미군정청 사령관 하지 중장, 소련측 대표 레베데프 소장과 스티코프 상장
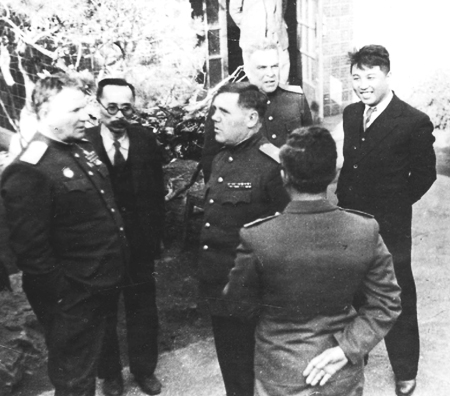
1947년 김일성과 소련군 장성들이 담소하는 장면 사진. 오른쪽 끝이 김일성, 가운데서 왼쪽을 보며 이야기하는 사람이 레베데프 소장이다.
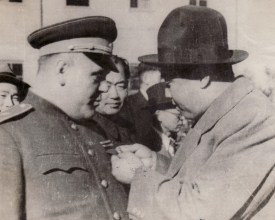
북한 정권 수립후 1948년 말 소련으로 귀환하는 레베데프 소장에게 김일성이 메달을 달아주는 장면

## 같이 보기
- ru: Лебедев, Николай Георгиевич (러시아어 wikipedia의 니콜라이 레베데프)
- 전현수 역, 『레베제프일기(1947~1948년)』, 한국연구재단 기초학문자료센터, 2006.
- 김영중(金英仲) 편, ≪레베데프 비망록 : 대구, 매일신문 1995.1.1.~2.28. 24회 연재기사 全文: 1947.5.14~1948.12.26 기록≫ (제주, 해동인쇄사, 2016) / (Naver 책 : ISBN 480B170805082)
- 레베제프, ＜수행해야 할 의무를 자각하고＞ ≪조선해방≫, 모스크바, 1976.[1]
- ≪비록(祕錄) 조선민주주의인민공화국≫ (상, 하 전2책, 중앙일보 특별취재반 편 중앙일보사/1992년) : 중앙일보 취재반이 1991년 레베데프 소장과 인터뷰한 내용이 들어있음
- 장준익(張浚翼), ≪북한인민군대사(北韓人民軍隊史)≫ (서문당, 1991년 11월 1일) : 1991년 8월 22일 소련 모스크바에서 레베데프 소장과 저자(전 육군사관학교 교장)가 대담한 내용 나옴.
- 이완범(李完範), 북한 점령 소련군의 성격 - 1945. 8. 9∼1948. 12. 2 국사관논총(國史館論叢) 第25輯 (국사편찬위원회, 1991-09-30) (pdf 버전)
- 전현수, 「소련군의 북한진주와 대북한정책」 『한국독립운동사연구』 제9집, 독립기념관 한국독립운동사연구소, 1995, pp. 343~377.
- 전현수, 소련의 북조선 독자정권 구상과 토착 공산주의자들의 반발 신동아 2005년 11월 호
- (광복 5년사 쟁점 재조명)<1부>⑬소련은 왜 일사불란했나[깨진 링크(과거 내용 찾기)] 동아일보 2004년 11월 14일
- (이휘성 어제와 오늘) 1940년대 말 북한 관리했던 소련 간부를 통해 본 北(북)역사왜곡 DailyNK 2014-08-05 : 평양 소련군정 핵심 인사들 면모

1. ↑  해외사료총서 10권 쉬띄꼬프일기   >   해제 한국사데이터베이스 (국사편찬위)